# Wacław Felczak
Wacław Felczak (ur. 29 maja 1916 w Golbicach, zm. 23 października 1993 w Warszawie) – polski historyk, profesor, znawca tematyki środkowoeuropejskiej, szczególnie węgierskiej i południowosłowiańskiej, kurier i emisariusz Rządu RP na uchodźstwie.

## Życiorys

### Dzieciństwo i młodość
Wacław Felczak urodził się jako ósme, najmłodsze dziecko w rodzinie Antoniego i Michaliny z Pałczyńskich, właścicieli ok. dwudziestohektarowego gospodarstwa rolnego (sędzia w procesie sądowym określił go później jako syna kułaka). Jego ojciec był lokalnym działaczem społecznym. Matka wywodziła się ze zubożałej w wyniku carskich represji popowstaniowych rodziny szlacheckiej (jej przodkowie za udział w powstaniu listopadowym i powstaniu styczniowym zesłani zostali na Syberię). Wacław wychowywany był w kulcie tradycji powstańczej.
Do szkół uczęszczał w Chorkach i Grabowie, następnie był uczniem Gimnazjum Męskiego im. św. Stanisława Kostki przy Seminarium Diecezjalnym w Płocku, gdzie nauczył się łaciny oraz greki.
Po maturze uzyskanej w 1934 r. w Toruniu rozpoczął studia historyczne na Uniwersytecie Poznańskim. Uczęszczał na seminaria profesorów: Kazimierza Chodynickiego, Adama Skałkowskiego i Andrzeja Wojtkowskiego. Pod kierunkiem tego ostatniego napisał pracę magisterską na temat „Działalność Władysława Bentkowskiego w latach 1848–1863” i w dniu 28 czerwca 1938 uzyskał stopień magistra filozofii.
Za namową jednego z profesorów podjął naukę języka węgierskiego i zainteresował się historią stosunków polsko-węgierskich. Utworzył studenckie Koło Przyjaciół Węgier. W sierpniu 1936 r. po raz pierwszy pojechał na Węgry, by wziąć udział w kursach letnich kultury i języka węgierskiego.
Po ukończeniu studiów, dzięki pomocy dyrektora Instytutu Węgierskiego w Warszawie Adorjána Divékyego oraz doskonałej znajomości języka, uzyskał stypendium rządu węgierskiego i w październiku 1938 wyjechał na dalsze studia do Budapesztu. Zamieszkał w elitarnym Eötvös József Collegium. Pod kierunkiem prof. Imre Lukinicha zbierał materiały archiwalne dotyczące stosunków polsko-węgierskich w okresie Wiosny Ludów i powstania styczniowego. Jednocześnie był korespondentem prasy związanej ze Stronnictwem Pracy (jego brat Zygmunt był działaczem Stronnictwa).
W tym okresie nawiązał też bliską znajomość z lektorem języka polskiego na Uniwersytecie Budapeszteńskim i dyrektorem tworzonego wówczas Instytutu Polskiego – Zbigniewem Załęskim oraz slawistą i tłumaczem literatury pięknej, Rusinem zakarpackim Emilem Baleckim (Baleczkym).
Po ukończeniu studiów, Felczak myślał przede wszystkim o karierze naukowej. Zaczął publikować wyniki swoich badań historycznych. Ich tematyka wiązała się z Węgrami. W 1938 w „Rocznikach Historycznych” ogłosił Nastroje Wielkopolski wobec rewolucji węgierskiej w r. 1848–1849, tam także złożył następny swój artykuł Działalność publicystyczno-poselska Władysława Bentkowskiego w latach 1848–1863, nie zdążył on jednak ukazać się przed wybuchem wojny.

### II wojna światowa
Felczak nie odbył przed wojną przeszkolenia wojskowego, więc w czasie kampanii wrześniowej nie został zmobilizowany i nie wziął w niej udziału, choć jak wielu młodych mężczyzn, tułał się po Polsce w nadziei uzyskania przydziału. Golbice znalazły się na ziemiach włączonych do Rzeszy, a rodzina wiosną 1940 r. została wysiedlona przez Niemców. Brat Zygmunt – jako znany działacz polityczny na Pomorzu – był poszukiwany przez gestapo, ale mimo to włączył się do działalności konspiracyjnej. Razem z nim Wacław w połowie kwietnia 1940 przybył do Warszawy, gdzie zetknął się z przywódcą SP w konspiracji Franciszkiem Kwiecińskim oraz Ryszardem Świętochowskim, przyjacielem gen. Władysława Sikorskiego i organizatorem Centralnego Komitetu Organizacji Niepodległościowych.
W kwietniu 1940 działacze ci zaproponowali Felczakowi zorganizowanie w Budapeszcie placówki łączności między rządem Sikorskiego a krajem. Felczak podjął się tego zadania i wiosną 1940 wszedł na kurierski szlak, który miał prowadzić przez osiem krajów i wiele granic.
Felczak nie tylko organizował i nadzorował pracę kurierów, ale i sam, gdy wymagała tego sytuacja, wielokrotnie udawał się do kraju, kontaktując się z Delegatem Rządu, przywódcami stronnictw, przenosząc pocztę i pieniądze. Wiadomo, że przekraczał zielone granice kilkadziesiąt razy. Szczególnie odpowiadała mu droga przez Rożniawę (Rozsnyó)–Tatry–Zakopane, którą pokonywał w towarzystwie tatrzańskiego przewodnika Józefa Krzeptowskiego. W 1941 został zatrzymany w Budapeszcie, jednak dzięki swoim węgierskim znajomościom udało mu się wydostać z aresztu. 
Na przełomie 1941 i 1942 Felczak zainicjował utworzenie sztafety łącznościowej, która aż do wiosny 1944 umożliwiała regularne przerzuty poczty (raz w miesiącu) między Warszawą a Budapesztem. Każdy z pięciu odcinków sztafety obsługiwała osoba mająca stosunkową swobodę poruszania się po przydzielonym fragmencie trasy. On sam, mając węgierskie papiery i znając doskonale węgierski, obsługiwał odcinek Budapeszt–Koszyce (lub Rożniawa). Rejonem przekraczania granicy Generalnego Gubernatorstwa i Słowacji były początkowo okolice Piwnicznej, potem Orawa.
Oprócz służby kurierskiej zajmował się także działalnością informacyjną. W 1942 wraz z przebywającym wówczas na Węgrzech Tadeuszem Chciukiem-Celtem powielał pisemka, w których sprzeciwiał się antyrządowej propagandzie.
W 1944 Felczak po raz drugi został  został aresztowany. Podczas ucieczki z Budapesztu do Bratysławy został zatrzymany przez węgierskich żandarmów. Z więzienia uciekł wyskakując przez okno celi, łamiąc przy tym nogę. Zdołał jednak zbiec, a później, przy pomocy słowackich cywilów dotrzeć do Polski, gdzie ponownie działał w partyzantce.
W połowie stycznia 1945 opuścił Słowację. W drugiej połowie lutego przeniósł się do Krakowa, gdzie koncentrowało się życie konspiracyjne. Nawiązał kontakt ze swoim przełożonym – kierownikiem Departamentu Informacji Stanisławem Kauzikiem „Dołęgą”, który starał się tworzyć nowe struktury. Felczak nie dostał jednak konkretnego przydziału. Odrzucił jednak sugestię swojego brata (Zygmunt był wówczas wicewojewodą pomorskim), aby zerwać z konspiracją, nie zdecydował się również na emigrację na Zachód, co proponował mu Jan Freisler.

### 1945-1948
Po zakończeniu wojny kontynuował w latach 1945–1948 działalność kurierską na rzecz rządu RP na emigracji. W lipcu 1945 r. jako emisariusz ruszył przez „zieloną granicę” do Londynu, by przedstawić władzom Rzeczypospolitej w Londynie motywy i okoliczności likwidacji Polskiego Państwa Podziemnego. Wkrótce wrócił do Polski, by pomóc wysłannikowi rządu na uchodźstwie budować zręby nowej, antykomunistycznej konspiracji cywilnej. Po powrocie w styczniu 1946 r. na Zachód wszedł w skład paryskiej placówki Ministerstwa Spraw Wewnętrznych, utrzymującej konspiracyjny kontakt z krajem. W sierpniu i grudniu 1946 jeszcze dwukrotnie, posługując się fałszywymi dokumentami, udawał się do Polski. Z ostatniej wyprawy wrócił dopiero pod koniec marca 1947 r. Jego status był wtedy wyjątkowy. Wśród wielu kursujących między Polską a Zachodem kurierów wojskowych i partyjnych był on jedynym wysłannikiem rządu RP na uchodźstwie, cieszącym się zaufaniem prezydenta Władysława Raczkiewicza i premiera Tomasza Arciszewskiego, a także przywódców stronnictw politycznych. W tych latach prowadził rozmowy z prawie wszystkimi politykami nurtu niepodległościowego w kraju i na uchodźstwie.
Ze zmianą sytuacji politycznej w kraju zbiegł się przełom w układzie sił na emigracji. Na początku czerwca 1947 r. zmarł prezydent Władysław Raczkiewicz, który wbrew wcześniejszym ustaleniom mianował swoim następcą nie Tomasza Arciszewskiego, lecz Augusta Zaleskiego. Dało to początek wieloletniemu podziałowi wśród emigracji. W sporze o legalizm Felczak nie opowiedział się po żadnej ze stron. Bardziej interesowały go możliwości konkretnego działania, a te kurczyły się coraz bardziej. W tym czasie, wobec powierzenia przez ministra Zygmunta Berezowskiego zasadniczej pracy działaczowi SN Kazimierzowi Tychocie i stopniowego ograniczania aparatu MSW, Felczak został odsunięty na boczny tor. Co miesiąc przygotowywał dla MSW na podstawie prasy raporty o sytuacji w Europie Środkowej. Podobne opracowania dotyczące ruchu socjalistycznego w tym regionie sporządzał dla Zygmunta Zaremby. Z inicjatywy Felczaka jesienią 1947 Zygmunt Rosiński przystąpił do przygotowywania alternatywnej drogi do kraju przez Innsbruck–Wiedeń–Słowację.
Zasadniczo jednak od czerwca 1947 Felczak poświęcił się pracy naukowej na Sorbonie. Na przełomie września i października 1948, spiesząc przyjacielowi na pomoc, powrócił jednak na „zielony szlak” i wykorzystał swoją nową drogę do sprowadzenia z kraju zagrożonych aresztowaniem przez UB Tadeusza Chciuka-Celta z żoną Ewą i półtoraroczną córką, ppor. cc Tadeusza Żelechowskiego, ppor. cc Jerzego Niemczyckiego i łączniczki AK Elżbiety Ungerówny. Osobiście przeprowadził ich przez granicę czesko-austriacką. Wkrótce na prośbę Stanisława Mikołajczyka, zgodził także się na zorganizowanie przerzutu z Polski zagrożonych aresztowaniem przywódców PSL. Jako zdekonspirowany przez aresztowanych wcześniej działaczy (jego nazwisko pojawiało się w publicznych procesach przywódców SN, procesie Kazimierza Pużaka i towarzyszy), miał pozostać na terenie Czech. W tym samym czasie, w ramach kolejnej redukcji aparatu MSW, z dniem 31 grudnia 1948 rozwiązano z Felczakiem stosunek służbowy, choć szukano jeszcze sposobu, by go w aparacie łączności zatrzymać.
Na początku grudnia Felczak z Żelechowskim i młodym ludowcem Józefem Rogozińskim wyruszyli z Paryża, przez Innsbruck, Wiedeń i przekroczyli granicę koło Bratysławy. 22 grudnia, wieczorem, po przybyciu do Morawskiej Ostrawy zostali aresztowani przez władze bezpieczeństwa. Felczak dwukrotnie próbował ucieczki, za drugim razem złamał nogę podczas skoku z więziennego okna.

### Po 1948
W 1948 po długotrwałym śledztwie został skazany na dożywocie. Zwolniono go jednak z więzienia na fali odwilży po ośmiu latach – w październiku 1956. Od 1958 był pracownikiem Instytutu Historii Uniwersytetu Jagiellońskiego. Doktoryzował się w 1962 pod kierunkiem profesora Henryka Wereszyckiego, a habilitację otrzymał w 1968.
Od drugiej połowy lat siedemdziesiątych Felczak systematycznie wyjeżdżał na Węgry, gdzie odegrał istotną rolę w formowaniu się demokratycznej opozycji węgierskiej, która doprowadziła do upadku ustroju komunistycznego na Węgrzech w roku 1989.
Już w grudniu 1979 r. po raz pierwszy w mieszkaniu węgierskiego seminarzysty Wacława Felczaka – Istvana Kovácsa odbyło się kilkunastoosobowe „seminarium”, na którym Wacław Felczak przekazywał węgierskim przyjaciołom swoją wizję historii, źródło nadziei nie tylko dla obu narodów, ale całego regionu – Europy Środka. Swoich rozmówców nazywał dobrotliwie „węgierskimi Hamletami”, gdyż „wystrzegali się śmielszej działalności politycznej”. Wówczas to do grona jego znajomych dołączyli Árpád Göncz, Miklós Vásárhelyi, Sándor Csoóri czy György Szabad. W toku kolejnych dyskusji, prowadzonych także podczas przyjazdów znajomych Węgrów do Krakowa, dzięki silnemu wpływowi Felczaka zaczął kształtować się narodowo-demokratyczny nurt opozycji węgierskiej.
Jesienią 1987 Wacław Felczak jako profesor wizytujący został zaproszony z wykładami do Eötvös Collegium w Budapeszcie. Podczas spotkania na temat polskich doświadczeń walki o wolność w jednym z klubów studenckich młody prawnik Viktor Orbán poprosił go o radę w sprawie kierunków działania na Węgrzech. Usłyszał: „Załóżcie partię polityczną. Prawdopodobnie zamkną was za to, ale wszystko wskazuje na to, że nie będziecie musieli długo siedzieć.” W marcu 1988 r. Viktor Orbán wraz z kolegami powołał jedną z najważniejszych węgierskich partii opozycyjnych Związek Młodych Demokratów Fidesz, a w demokratycznym państwie węgierskim został premierem.
Po zrywie roku 1989 z coraz większym sceptycyzmem obserwował rozwój sytuacji wewnętrznej. Krytykował niedojrzałość polityków, ich wybujałe ambicje, brak wizji politycznej.
Władze komunistyczne w Polsce w 1975 zablokowały wniosek Uniwersytetu Jagiellońskiego o nadanie Wacławowi Felczakowi stanowiska profesora zwyczajnego. Dopiero po osiemnastu latach, w III RP, w dniu 5 października 1993 został mianowany profesorem. Był wówczas śmiertelnie chory – w szpitalu, wkrótce po otrzymaniu nominacji zmarł. Ponieważ przez szereg lat był związany z Tatrami i Podhalem, został pochowany na starym cmentarzu na „Pęksowym Brzyzku” w Zakopanem (sektor L-III-39).
Na pogrzebie hołd zmarłemu oddawali nie tylko Polacy, ale także węgierscy dyplomaci z ambasadorem Ákosem Engelmayerem – odczytano listy pożegnalne m.in. od prezydenta Republiki Węgierskiej Árpáda Göncza, węgierskiego ministra spraw zagranicznych Gézy Jeszenszkyego i przewodniczącego Światowego Związku Węgrów Sándora Csoóriego. W imieniu jednej z węgierskich partii politycznych – Związku Młodych Demokratów (Fidesz) – wieniec na grobie honorowego członka tego ugrupowania złożył Zsolt Németh. Tragicznym akcentem uroczystości pogrzebowych była śmierć Stanisława Marusarza, podkomendnego Wacława Felczaka w latach wojny, podczas wygłaszania mowy pożegnalnej nad grobem zmarłego.

## Życie prywatne
Od lat 60. związany był uczuciowo z biolożką i działaczką opozycyjną Janiną Oszast. Nie założyli rodziny, a jedną z przyczyn była sytuacja materialna obojga – ze względu na działalność niepodległościową żadne z nich nie miało szans na otrzymanie samodzielnego mieszkania. 

Był ojcem chrzestnym m.in. Orsolyi Kovács, córki swojego przyjaciela Istvána Kovácsa.  

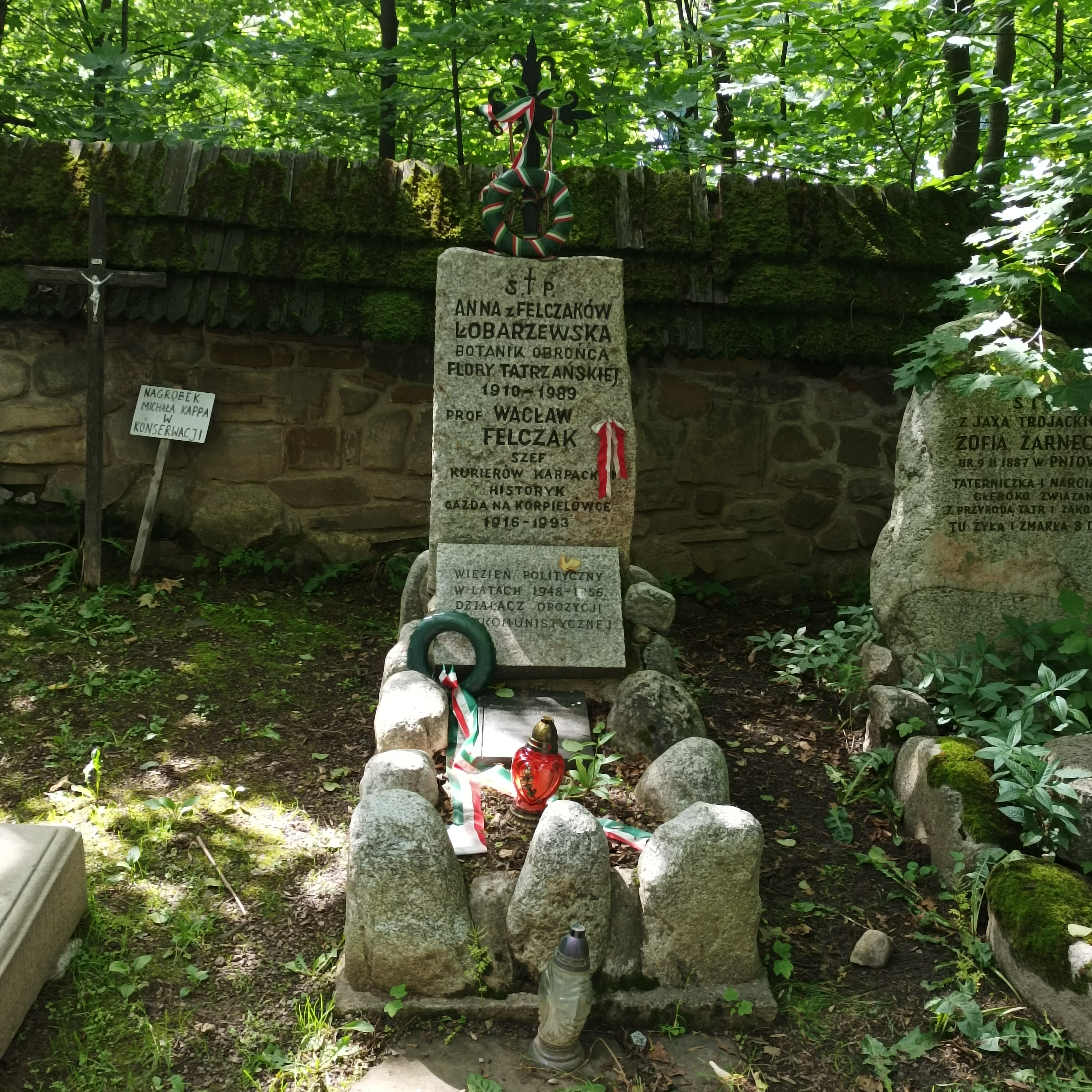
Grób Wacława Felczaka na Cmentarzu Zasłużonych na Pęksowym Brzyzku

## Spuścizna i pamięć w sferze publicznej
Archiwum osobiste Wacława Felczaka zostało przekazane w 1994 roku Polskiej Akademii Umiejętności i przechowywane jest w Archiwum Nauki PAN i PAU w Krakowie.
W 2001 krakowski oddział Polskiego Towarzystwa Historycznego oraz Wydział Historyczny Uniwersytetu Jagiellońskiego ustanowiły Nagrodę im. Henryka Wereszyckiego i Wacława Felczaka dla badaczy zajmujących się dziejami Europy Środkowo-Wschodniej XIX i XX w.
10 października 2011 staraniem Instytutu Historii Wydziału Historycznego Uniwersytetu Jagiellońskiego w Budynku Collegium Witkowskiego przy ulicy Gołębiej w Krakowie, odsłonięto tablicę pamiątkową ku czci prof. Felczaka. W bezpośrednim sąsiedztwie odsłonięto tablicę honorującą prof. Henryka Wereszyckiego.

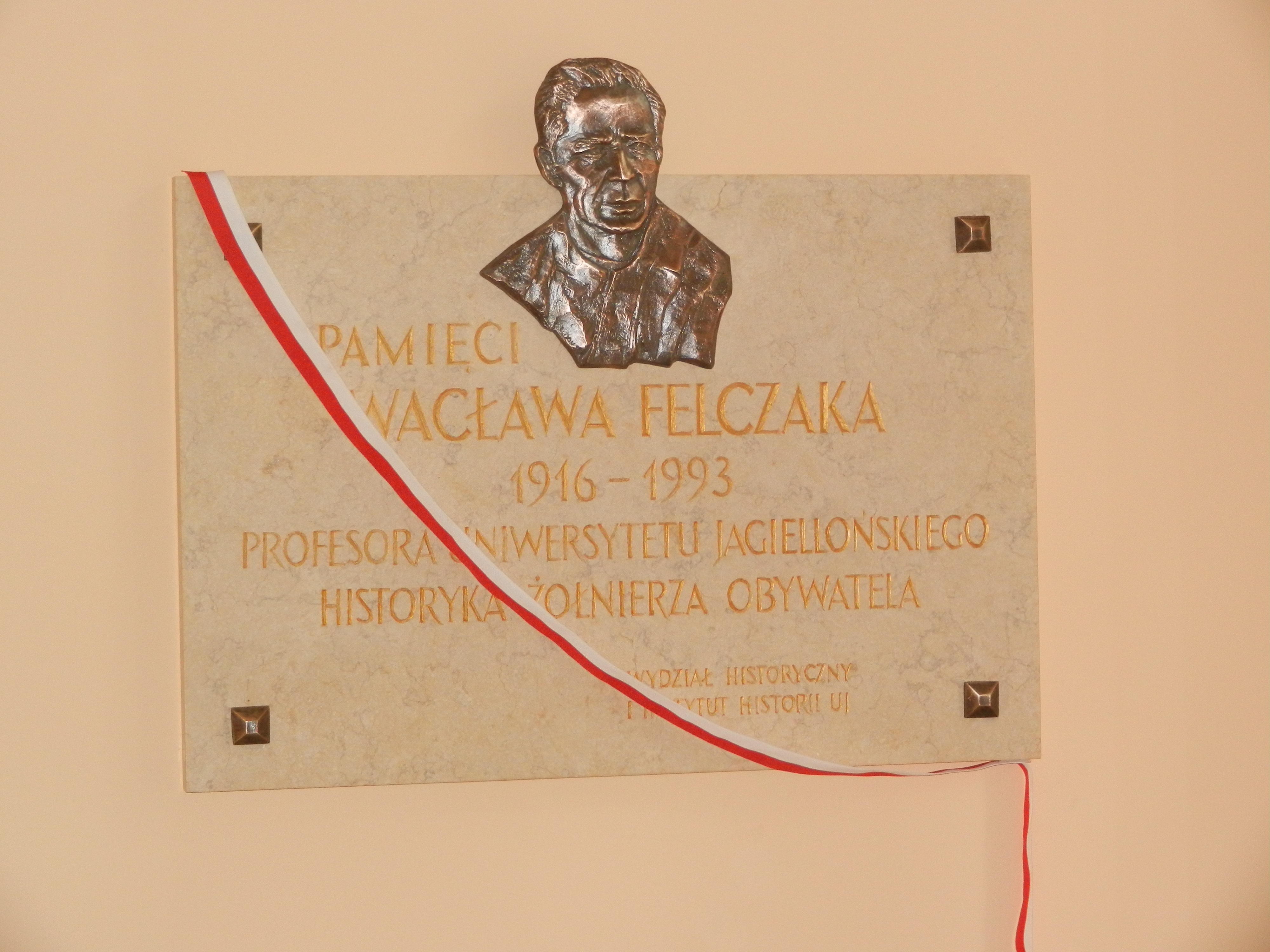
Tablica pamiątkowa prof. Wacława Felczaka w Collegium Witkowskiego UJ przy ul. Gołębiej w Krakowie

W 2018 na mocy ustawy powołany został w Warszawie Instytut Współpracy Polsko-Węgierskiej im. Wacława Felczaka. W tym samym roku na Węgrzech została założona partnerska Fundacja im. Wacława Felczaka.

## Publikacje
- Wacław Felczak, Historia Węgier, Wrocław, Zakład Narodowy im. Ossolińskich, 1983, ISBN 83-04-01028-3.
- Wacław Felczak, Historia Jugosławii (z Tadeuszem Wasilewskim), Wrocław, Zakład Narodowy im. Ossolińskich, 1985, ISBN 83-04-01638-9.
- Wacław Felczak, Ugoda węgiersko-chorwacka w 1868 r., Wrocław, Zakład Narodowy im. Ossolińskich, 1969.